# Världens energikonsumtion

Världens växande behov av energi

Världens energikonsumtion 104,426 TeraWattimme eller 8,979 Megaton oljeekvivalenter Källa: IEA 2014
|  | Olja (40,7 %) |

|  | Kol/Torv/Skiffer (10,1 %) |

|  | Naturgas (15,2 %) |

|  | Biobränsle och avfall (12,4 %) |

|  | Elektricitet (18,1 %) |

|  | Andra (Förnybart) (3,5 %) |

Världens energikonsumtion är den totala energi som all mänsklig civilisation använder. Vi tillsammans använder mer och mer energi. Institutioner som Internationella energirådet eller på engelska International Energy Agency (IEA) har under en längre tid ägnat sig att nedteckna och rapportera olika indata för att systematiskt försöka se mönster och trender.
IEA uppskattade 2013 världens energikonsumtion till 9 301 miljoner ton oljeekvivalenter eller 3,89 × 1020 Joule. Det motsvarar en genomsnittlig elanvändning på 12,3 terawatt.
Industrisektorn konsumerade 54% av den globala energi som man producerade 2012, energikonsumtionen har sedan dess ökat med ungefär 1,2 % per år från 2012 till 2040. Via graferna ser man att energikonsumtionen har ökat mest i alla andra länder än de i OECD. Vi kan tydligt se att den större delen av energikonsumtionen kommer från fossila bränslen.

## Trender
Energikonsumtionen i G20-länderna saktade ner till 2% 2011 på grund av den ekonomiska krisen. I flera år karakteriserades energimarknaden av att Kina ökade sitt energiberoende då det redan 2009 tog över som ledande energikonsument efter USA. Energikonsumtionen minskar i OECD-länderna medan man ser en kraftig ökning i de andra länderna framför allt i Kina. OECD gjorde 2009 en nedskärning med 4,7% medan man i Kina ökade med 8% samma år. Olja är den klart största energikällan (33%) och kol var också framträdande med 27%. 2014 är beroendet av olja fortfarande stort (47,1%) medan naturgas har tagit en större del (15,1%)
2015 var ett rekordår för förnybara energikällor. Det var solkraft och vindkraft som var de stora förnybara energikällorna och de stod för över hälften av alla nya energikällor. Här nådde man 153 Gigawatt som är 15% mer än året innan. Kina är den snabbaste växande på förnybara energikällor och stod för 40% av tillväxten hos förnybara energikällor vilket är bara hälften av behovet av energi i Kina.